# Нижня носова раковина
Нижня носова раковина (лат. concha nasalis inferior) — найбільш нижня з носових раковин, парна кістка, що розташована в носовій порожнині і відмежовує середній носовий хід від нижнього. Належить до кісток лицевого черепа.
Має вигляд опуклої пластинки з трьома відростками: слізним (processus lacrimalis), верхньощелепним (processus maxillaris) і решітчастим (processus ethmoidalis). За допомогою відростків нижня носова раковина з'єднується з однойменними кістками бічної стінки носової порожнини — слізною, верхньощелепною і решітчастою (її гачкуватим відростком). Нижній її край вільно звисає в носову порожнину. Нижня носова раковина обмежовує зверху нижній носовий хід.
- Тривимірне зображення нижніх раковин

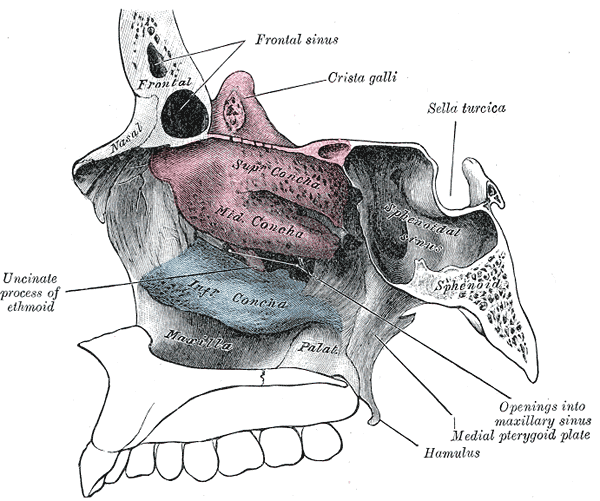
Бічна стінка носової порожнини, між нижньою та середньою носовими раковинами  видно гачкуватий відросток решітчастої кістки.
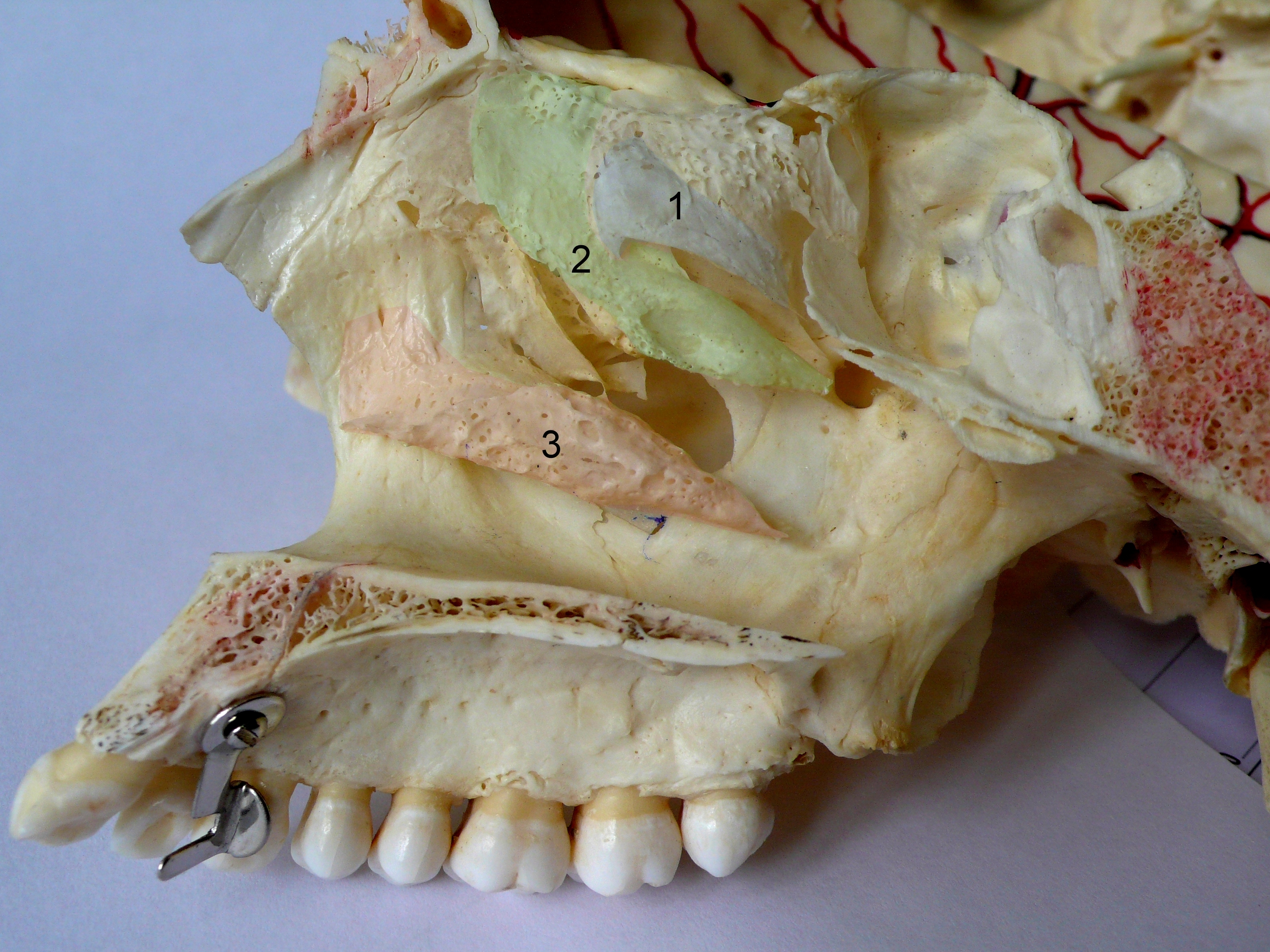
Носові раковини: 1 — верхня, 2 — середня, 3 — нижня
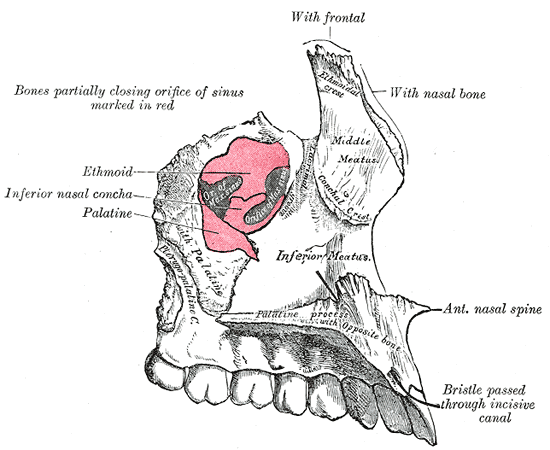
Ліва верхньощелепна кістка. Носова поверхня
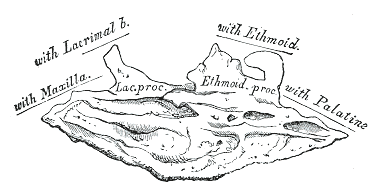
Права нижня носова раковина. Середня поверхня.
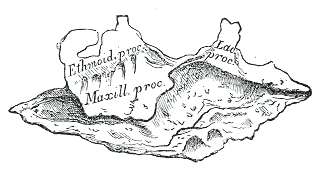
Права нижня носова раковина. Бічна поверхня.
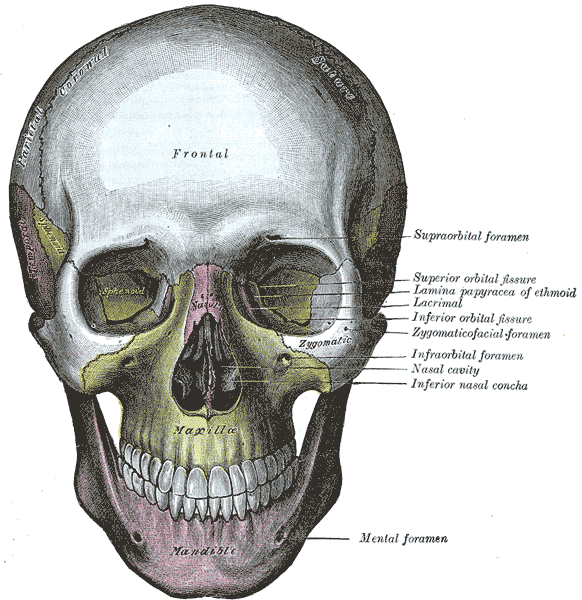
Череп. Вигляд спереду.
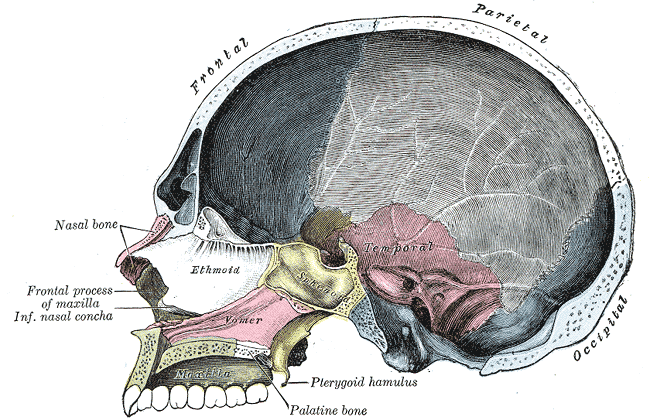
Сагітальний розріз черепа.
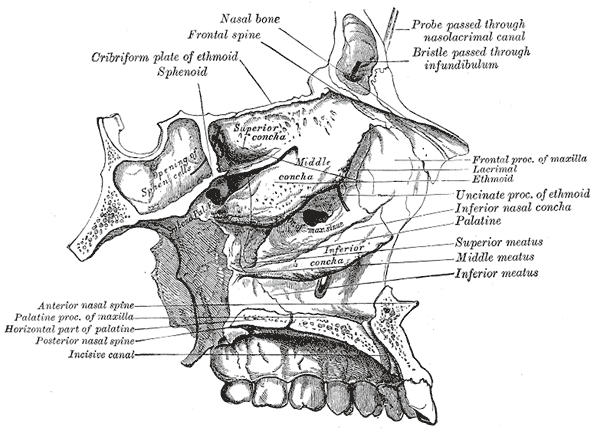
Верхня, нижня і бічна стінка лівої носової порожнини.
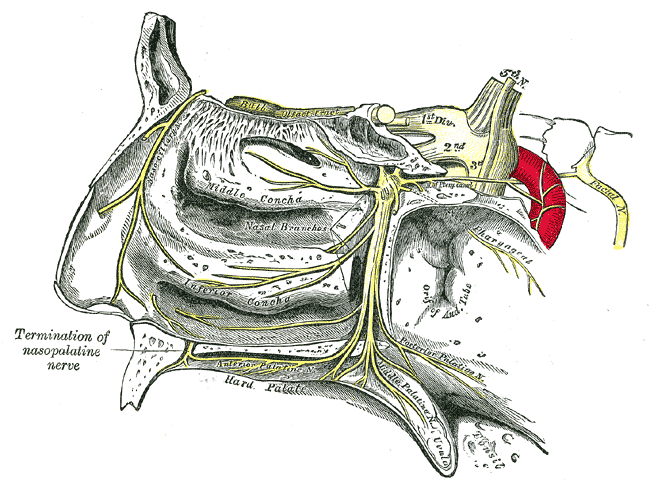
Основно-піднебінний ганглій і його гілки.
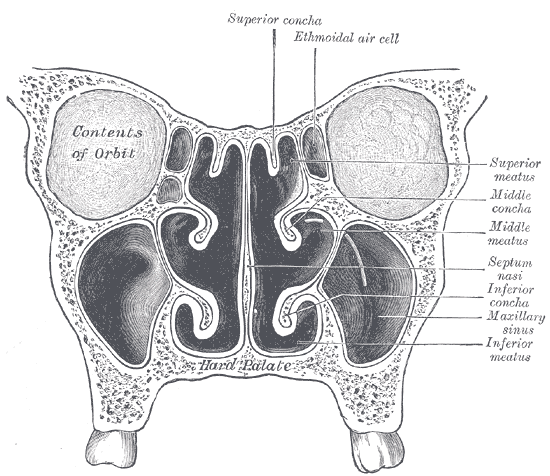
Фронтальний розріз носової порожнини. Два завитки унизу — нижні носові раковини.
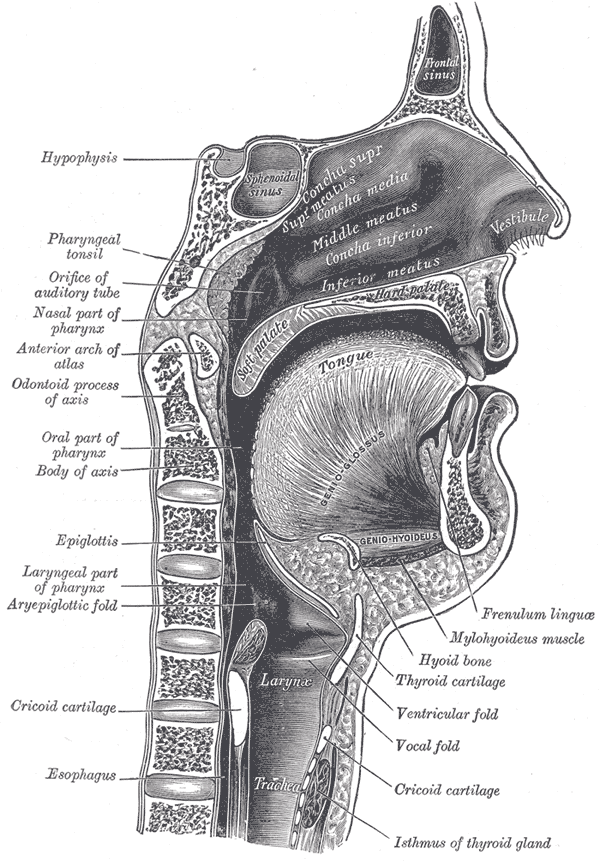
Сагітальний розріз носа, рота, глотки і гортані.
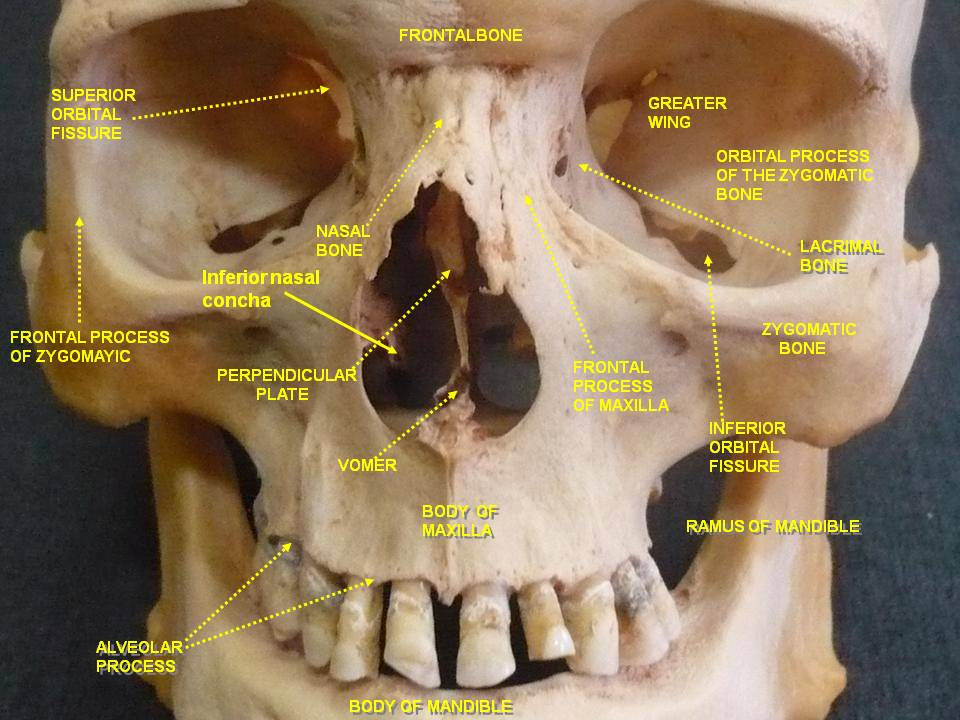
Череп. Нижня носова раковина (у грушоподібному отворі ліворуч).
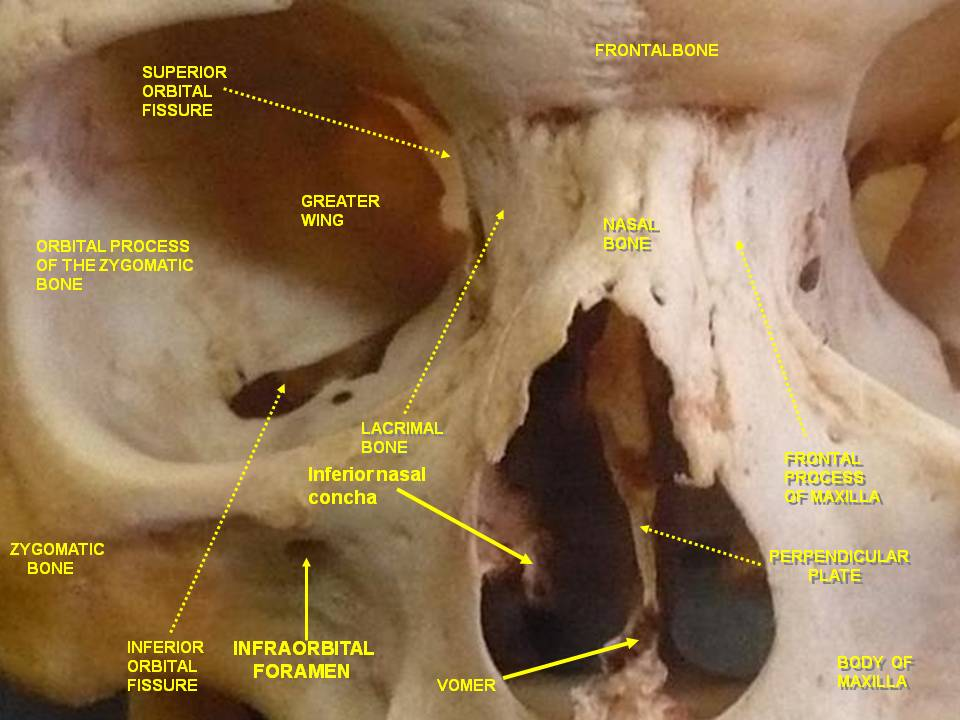
Череп. Нижня носова раковина.